# Antoine Gombaud
Antoine Gombaud, znany jako Kawaler de Méré (fr. Chevalier de Méré; ur. 1607 w Poitou, zm. 29 grudnia 1684) – francuski pisarz. Postawione przez niego problemy dotyczące gier hazardowych weszły do historii matematyki.
Méré był namiętnym, a zarazem bystrym hazardzistą. Przegrawszy duże sumy w grze w kości, gdy wyniki nie zgadzały się z jego obliczeniami, postawił m.in. problem: Co jest bardziej prawdopodobne:
(a) otrzymanie co najmniej jednej szóstki przy rzucie 4 kostkami, czy:
(b) otrzymanie co najmniej raz dwóch szóstek na obu kostkach przy 24 rzutach po dwie kostki na raz? Sądził on, że szanse powinny być takie same.
W 1654 r. takie pytania Méré postawił Pascalowi, a także pytania dotyczące sprawiedliwego podziału stawki po przymusowym przerwaniu gry. Stymulowana tym słynna wymiana listów między Pascalem w Paryżu i Fermatem w Tuluzie oraz ich dyskusja o prawach rządzących przypadkiem przy grze w kości i o matematycznych szansach wygranej zapoczątkowała historię rachunku prawdopodobieństwa jako działu matematyki.